# 볼드모트
볼드모트(영어: Voldemort, 본명: 톰 마볼로 리들 영어: Tom Marvolo Riddle, 1926년 12월 31일 ~ 1998년 5월 2일)은 《해리 포터》 시리즈에 등장하는 악당이다. 해리 포터의 부모를 죽인 원수이자 해리의 숙적이며 어둠의 마법계의 1인자이다.

볼드모트의 본명은 톰 마볼로 리들이며 어릴 적에 부모를 여의고 혼자 고아원에 보내졌었다. 그 후 알버스 덤블도어의 도움으로 호그와트에 입학하게 된다. 호그와트에 재학하던 시절부터 불사의 몸이 되는 방법에 대해 지대한 관심을 갖고 있던 그는 졸업 후 '죽음을 먹는 자들(Death Eaters)'이라는 단체를 결성하여, 살인을 함으로써 자신의 영혼을 나누어 담을 수 있는 호크룩스를 만들기 위해 자신의 반대자들을 살해하며 마법세계를 공포로 밀어넣었다. 
| “ | 7월의 마지막 달이 기우는 날 어둠의 왕을 물리칠 힘을 가진 자가 오리라 | ” |
|   | — 사이빌 트릴로니                                                    |   |

라는 예언에 따라 여러 차례 해리 포터를 죽이려 했지만 실패했고, 《해리 포터와 죽음의 성물》에서 해리 포터에 의해 72세로 최후를 맞이한다.

## 탄생 과정
톰 리들의 어머니인 메로페 곤트는 자신을 학대하는 폭력적인 아버지 마볼로 곤트에게서 태어났다. 이들 가족은 파셀통그, 즉 뱀의 말을 할 수 있는 살라자르 슬리데린의 후손이었기에 파셀통그를 구사할 수 있었다. 그녀의 가족은 별 볼일 없고 다 쓰러져가는 집에 살고 있었음에도 불구하고, 마볼로는 자신이 가진 반지와 메로페의 목에 걸린 로켓을 명문가 곤트의 표식이라고 주장하며 자신들이 순결한 혈통을 타고났다고 믿었다. 마볼로와 그의 아들 모핀 곤트는 폭력적인 성향으로 인해 마법부의 주시를 받고 있는 처지였다. 딸 메로페 예외였는데, 그녀는 마을에 사는 머글 톰 리들 1세를 짝사랑하여 그가 집 앞을 지날 때마다 몰래 훔쳐보곤 했다. 마침내 그녀의 아버지와 오빠가 아즈카반으로 붙잡혀간 후, 메로페는 사랑의 묘약을 만들어 톰에게 먹이게 되고, 사랑의 묘약을 마신 톰과 메로페는 함께 마을을 떠난다.
메로페는 주기적으로 톰에게 사랑의 묘약을 마시게 하였고, 메로페는 임신을 하게 된다. 그러자 메로프는 이제 톰도 자신을 사랑하게 되었을 것이라 믿으며 더 이상 묘약을 만들지 않는다. 그러나 그녀의 생각과는 달리 묘약 마시는 것을 멈추자 톰은 곧 정신을 차리게 되고, 고향으로 떠난다. 그녀는 임신한 채 떠돌다 자신이 가지고 있던 유일한 물건인 살라자르 슬리데린의 로켓(훗날 볼드모트의 호크룩스 중 하나가 된다)을 보진과 버크 가게에 헐값에 넘기게 되고, 그 후 1926년 12월 31일 코올 고아원에서 아기를 낳고 남편의 이름인 '톰' 과 아버지의 이름인 '마볼로'를 넣어 이름을 지어 달라 요청하고, 성은 '리들'이라 알린 뒤 숨을 거둔다. 톰 리들은 사랑의 묘약으로 태어난 아이었으므로 사랑을 느끼지 못하게 된다.

## 삶
1926년 12월 31일 코올 고아원에서 탄생, 출산 후 사망한 메로페 곤트로 인해 곧바로 고아원에 맡겨진다. 어릴적부터 영악했던 그는 마법적 요소로 인해 아이들에게 '괴물'이라 불리며 소외되었다. 1938년 그가 11세일 때 덤블도어 교수의 도움으로 호그와트에 입학하는데, 타고난 마법 실력과 처세술로 호그와트에서 가장 촉망받는 학생이 된다. 그러나 호그와트 입학을 위해 고아원에서 그를 만난 덤블도어만은 그의 어둠을 보고 그를 경계한다.  이는 훗날 볼드모트가 호그와트의 교수가 되기 위해 찾아왔을 때 거절하는 이유가 되기도 한다. 호그와트에서 어둠의 마왕으로서의 초석을 다진 톰 리들은 자신의 이름이 머글 아버지의 이름을 딴 것을 알게 되고, 재학 중(5학년)임에도 불구하고 리들가를 모두 살해한다. 이때는 제 삼촌인 모핀 곤트의 지팡이를 사용하여 살해했기 때문에 추적을 피할 수가 있었다. 리들은 모핀 곤트에게서 그의 지팡이 뿐만 아니라 곤트가에 대대로 물려졌던 피브렐 가문의 상징이 새겨져있던 반지 또한 빼앗게 된다.
또 불사의 마법인 '호크룩스'를 사용하기 위해 가족을 포함 6명을 죽이고 살라자르 슬리데린의 로켓, 자신의 일기장, 곤트가에 대대로 물려졌던 피브렐 가문의 상징이 새겨져있는 반지, 후플푸프의 잔, 레번클로의 보관, 뱀 내기니에 특정 주문을 걸어 자신의 영혼을 쪼개어 넣었다. 죽음을 두려워했던 그는 불멸의 존재가 되고 싶었던 욕망이 강했기에, 호크룩스를 만들어 불사의 존재가 되었다. 그리고 호크룩스를 만들기 위해 살인을 저지르고 추적을 교묘히 피하여 총 6개의 호크룩스를 만들었다.

또한 톰 리들은 그가 5학년일 때 살라자르 슬리데린이 자신의 후계자를 위해 안배해 둔 비밀의 방을 열어, 그 안에서 잠들어있던 바실리스크를 깨운다. 그리고 바실리스크에 의해 머틀이라는 학생이 죽자, 루베우스 해그리드의 거미 아라고그 때문이라고 죄를 뒤집어 씌움으로써 오히려 호그와트로부터 사건해결로 특별공로상을 받는다. 이로 인해 해그리드는 호그와트에서 퇴학당하고 사냥터지기가 된다.

해리 포터 또한 그의 7번째 호크룩스인데 이는 볼드모트가 해리를 죽이려 할 때 아이 앞에서 부모를 죽이는 잔혹한 행위를 저지르고 살인 저주가 반사되는 과정에서 그의 영혼이 쪼개져 들어갔기 때문이다. 해리는 물론 볼드모트 자신까지 해리가 호크룩스가 되었다는 사실을 몰랐다.

## 호그와트 졸업 후
톰 리들은 자신의 이름을 버리고 볼드모트(Voldemort)라고 개명한 뒤 용서할 수 없는 저주중 하나인 아바타 케타브라를 이용하여 악명을 떨치고 자신을 추종하는 사람들을 모아 조직을 만드는데, 이 조직의 이름이 "죽음을 먹는 자들"이다. 그리고 호크룩스를 만들어 영혼이 과도하게 찢어진 탓에 머리카락이 없고, 불타오르는 동공이 세로로 찢어진 새빨간 눈, 해골보다도 창백한 피부, 쭉 찢어진 콧구멍을 가진 것으로 표현된다.
그러던 중 예언가 트릴로니로부터 곧 자신을 파멸시킬 마법사가 나타날 것이라는 것을 듣게 되는데, 그가 바로 해리 포터이다. 피터 페티그루는 친구들을 배신하여 볼드모트에게 포터가의 주소지를 알려줬다. 볼드모트는 해리의 부모를 살해하는데 해리를 죽이려 하지만 아바다 케다브라 마법이 반사가 되어 자신이 육체를 잃어 결국 귀신이 되었다.
그 후 해리포터가 호그와트에 입학하면서 그와 해리포터와의 싸움이 전개된다.
- 볼드모트 VS 해리포터 9차에 걸친 결투의 전말

볼드모트가 해리포터를 직접적으로 죽이려고 한것은 총 8번이며 결국 모두 실패한다.
1. 아기였을 때의 해리를 죽이려 했을 때는 그의 어머니인 릴리 에반스가 자신의 생명을 희생한 덤블도어가 '사랑의 힘'이라 일컫는 고대의 보호 마법을 사용하여 볼드모트가 사용한 살인 저주가 반사되어 해리의 이마에 번개 모양의 흉터를 남기고 볼드모트 본인은 육체를 잃어서 귀신이 되고 말았다.
2. 어둠의 마법 방어술 교수 퀴리너스 퀴렐을 이용해 불멸의 영약을 만들 수 있는 마법사의 돌을 뺏고 해리를 죽이려고 했으나 마법사의 돌이 덤블도어에 의해 파괴되었고 해리도 살해하지 못해 다시 영혼으로 돌아가게 되었다.
3. '비밀의 방'에서 직접 대면한 톰 리들(볼드모트)은 자신이 볼드모트라는 사실을 해리에게 알려주고 바실리스크를 이용해 해리를 죽이려고 했으나 덤블도어의 반려 불사조 퍽스, 고드릭 그리핀도르의 검의 도움으로 죽지 않았다. 오히려 해리는 바실리스크의 송곳니를 이용해 호크룩스 중 하나인 톰 리들의 일기장을 파괴한다.
4. 후에 트리위저드 대회에서 배신자 웜테일의 도움으로 부활하여 볼드모트의 머글 아버지인 리들 1세의 생가 리들하우스의 묘지에서 해리 포터와 재대결을 하지만 해리와 볼드모트의 지팡이는 같은 심(불사조 퍽스의 꼬리 깃털, 프라이오리 인칸타템)을 사용하는 쌍둥이 지팡이였기 때문에 힘이 연결되어 프리오리 인칸타템이라는 주문이 발동되었고 희생자들의 형상들이 나왔다. 이들의 도움을 통해 해리는 포트키를 사용하여 달아난다.
5. 갓난아기였던 해리를 죽이려다 실패했을 때, 볼드모트의 조각난 영혼 중 일부가 해리의 몸안에 들어갔기 때문에 볼드모트와 해리 둘 다 이 사실을 알지 못한 채 서로의 영혼이 연결되어 있었고, 덕분에 해리는 가끔씩 볼드모트의 의식을 훔쳐볼 수 있었다. 이를 역이용한 볼드모트가 해리의 대부인 시리우스 블랙을 크루시아투스 저주로 고문하는 거짓 환영을 보여주어 해리를 마법부 미스터리 부서로 유인하여 그의 예언을 훔치고 살해하려 하였으나 불사조 기사단과 알버스 덤블도어의 난입으로 실패하게 된다. 하지만 시리우스 블랙은 죽음을 먹는 자인 벨라트릭스 레스트랭에 의해 살해당한다.
6. 해리 포터를 안전한 곳으로 이동시키려던 불사조 기사단과 알버스 덤블도어의 계획이 유출되어 볼드모트가 해그리드와 함께 오토바이로 이동하던 해리를 직접 습격한다. 볼드모트는 3번째 대결때 실패의 원인을 알아냈기 때문에 루시우스 말포이의 지팡이를 빌려오는 치밀함을 보였으나 볼드모트의 지팡이의 힘을 일부 흡수한 해리의 지팡이가 스스로 공격을 받아치는 바람에 루시우스 말포이의 지팡이가 산산조각나게 되어 실패한다.
7. 이후 호크룩스의 정체가 들통나서 파괴되고 있음을 알아차린 볼드모트가 죽음을 먹는 자들을 이끌고 호그와트를 습격한다. 쌍방에 많은 희생자를 낸 한 차례의 교전 이후 볼드모트는 전언마법을 통해 전투를 멈추고 싶다면 해리포터 혼자 금지된 숲으로 오라고 회유하며 해리는 펜시브의 환영을 통해 자신의 죽음 역시 알버스 덤블도어의 계획임을 깨닫고 이에 응한다. 혼자 나타난 해리에게 볼드모트는 살인 저주 아바다 케다브라를 사용하였으나 1번째 사건때 쪼개진 자신의 영혼의 일부가 해리 포터에게 붙어 있다는 것을 모르고 있었고 결국 해리 안에서 보호받고 있던 자신의 영혼을 스스로 죽이는 꼴이 된다.
8. 볼드모트는 7번 사건에서 입은 타격으로 해리(볼드모트는 자신이 죽인줄로 앎)와 2차 호그와트 교전에서 마지막 결투를 치르게 된다. 내기니를 제외한 6개의 호크룩스가 파괴된 상황이었고, 남아있는 친구들에게 뱀을 죽이면 된다며 달아나는 해리를 볼드모트는 혈안이 되어 쫓는다. 호그와트 곳곳을 누비며 접전을 벌이던 끝에 둘은 다시 호그와트 정문 앞에서 대치하게 된다. 한편, 전투 도중 호그와트에 남겨진 내기니를 론과 헤르미온느는 바실리스크의 이빨로 없애려고 계속 시도한다. 하지만 거대한 몸집을 지닌 내기니를 없애기란 쉽지 않아 수세에 몰리던 찰나 네빌 롱보텀이 그리핀도르의 검으로 내기니를 베어버린다. 이로써 볼드모트의 모든 호크룩스가 파괴되었고, 마지막 남은 영혼까지 파괴된 볼드모트는 또다시 진정한 죽음을 맞이한다. (소설에서는 대연회장에서 모든 이가 지켜보는 가운데 자신이 쏜 아바다 케다브라 저주가 반사되어 죽음을 맞이한다.)
불드모트가 죽은 뒤 19년후: 공식 후속편 저주받은 아이에서는 볼드모트와 벨라트릭스 레스트랭 사이의 딸인 델피니 리들이 시간여행 장치를 이용해 볼드모트가 해리를 처치하려는 것을 막다가(왜냐하면 볼드모트는 해리를 죽이려다가 몰락했기 때문이다.) 해리의 아들인 알버스 세베루스 포터, 드레이코 말포이의 아들인 스코피어스 말포이, 해리, 지니, 론, 헤르미온느, 그리고 드레이코에 의해 저지당한다.

## 분석
이름을 말해서는 안 되는 자 또는 그 사람 또는 어둠의 마왕(죽음을 먹는 자들 사이에서) 이라고도 불린다. 해리 포터의 숙적이며 모든 머글과 머글 출신 마법사들을 증오하고 사랑과 우정이란 감정을 모른다. 슬리데린 출신이며 살라자르 슬리데린의 후계자이다. 강력한 카리스마와 엄청난 마법의 힘을 가지고 있다. 최고의 레질리먼서(덤블도어를 제외한다면 그렇다.)이며 호크룩스의 사용을 시도하여 성공하였다. 그는 아무도 믿지 않으며 때론 자신의 힘을 과시하는 성향을 보인다. 특히 완벽함을 지닌 성격으로 해리를 반드시 자신의 손으로 처리하려함으로써 결국 해리를 죽일 수 있는 기회를 여러 번이나 놓치고 만다. 그리고 죽음의 성물에서 해리포터에게 아바다 케다브라라는 살인 저주를 쏘지만 반사되어서 죽고만다.
죽음의 성물인 딱총나무 지팡이를 얻어 해리포터와 싸운다.
알버스 덤블도어에 의하면 볼드모트가 사랑을 모르는 건 그의 아버지가 진짜 사랑이 아닌 사랑의 묘약으로 사랑했기 때문이다.